# Microfilistata ovchinnikovi
Espèce
Microfilistata ovchinnikovi est une espèce d'araignées aranéomorphes de la famille des Filistatidae.

## Distribution
Cette espèce est endémique du Turkménistan.

## Publication originale
- Zonstein, 2009 : Taxonomic notes on the genus Microfilistata (Araneae: Filistatidae), with a description of a new species from Turkmenistan. Journal of Arachnology, vol. 37, no 3, p. 373-374.